# 伶人町
伶人町（れいにんちょう）は、大阪府大阪市天王寺区にある町名。丁番を持たない単独町名である。

## 地理
天王寺区の西部に位置し、東に四天王寺、西に下寺町、南に逢阪、北に夕陽丘町と接している。

## 世帯数と人口
2019年（平成31年）3月31日現在の世帯数と人口は以下の通りである。
| 町丁   | 世帯数  | 人口  |
| ------ | ------- | ----- |
| 伶人町 | 198世帯 | 383人 |

### 人口の変遷
国勢調査による人口の推移。
| 1995年（平成7年）  | 386人 | [ 5 ] |  |
| 2000年（平成12年） | 343人 | [ 6 ] |  |
| 2005年（平成17年） | 353人 | [ 7 ] |  |
| 2010年（平成22年） | 380人 | [ 8 ] |  |
| 2015年（平成27年） | 415人 | [ 9 ] |  |

### 世帯数の変遷
国勢調査による世帯数の推移。
| 1995年（平成7年）  | 161世帯 | [ 5 ] |  |
| 2000年（平成12年） | 144世帯 | [ 6 ] |  |
| 2005年（平成17年） | 157世帯 | [ 7 ] |  |
| 2010年（平成22年） | 190世帯 | [ 8 ] |  |
| 2015年（平成27年） | 220世帯 | [ 9 ] |  |

## 事業所
2016年（平成28年）現在の経済センサス調査による事業所数と従業員数は以下の通りである。
| 町丁   | 事業所数 | 従業員数 |
| ------ | -------- | -------- |
| 伶人町 | 24事業所 | 244人    |

## 交通
- 大阪府道30号大阪和泉泉南線（谷町筋）

## 施設
- 大阪星光学院中学校・高等学校
- 大阪府なにわ南府税事務所
- 興禅寺
- 清水寺
- 阿弥陀寺

## その他

### 日本郵便
- 〒543-0061[3]（集配局：天王寺郵便局[11]）

## 出身・ゆかりのある人物
- 森秀次（衆議院議員、大阪府会議員、会社役員、部落解放運動家）